# Osaris

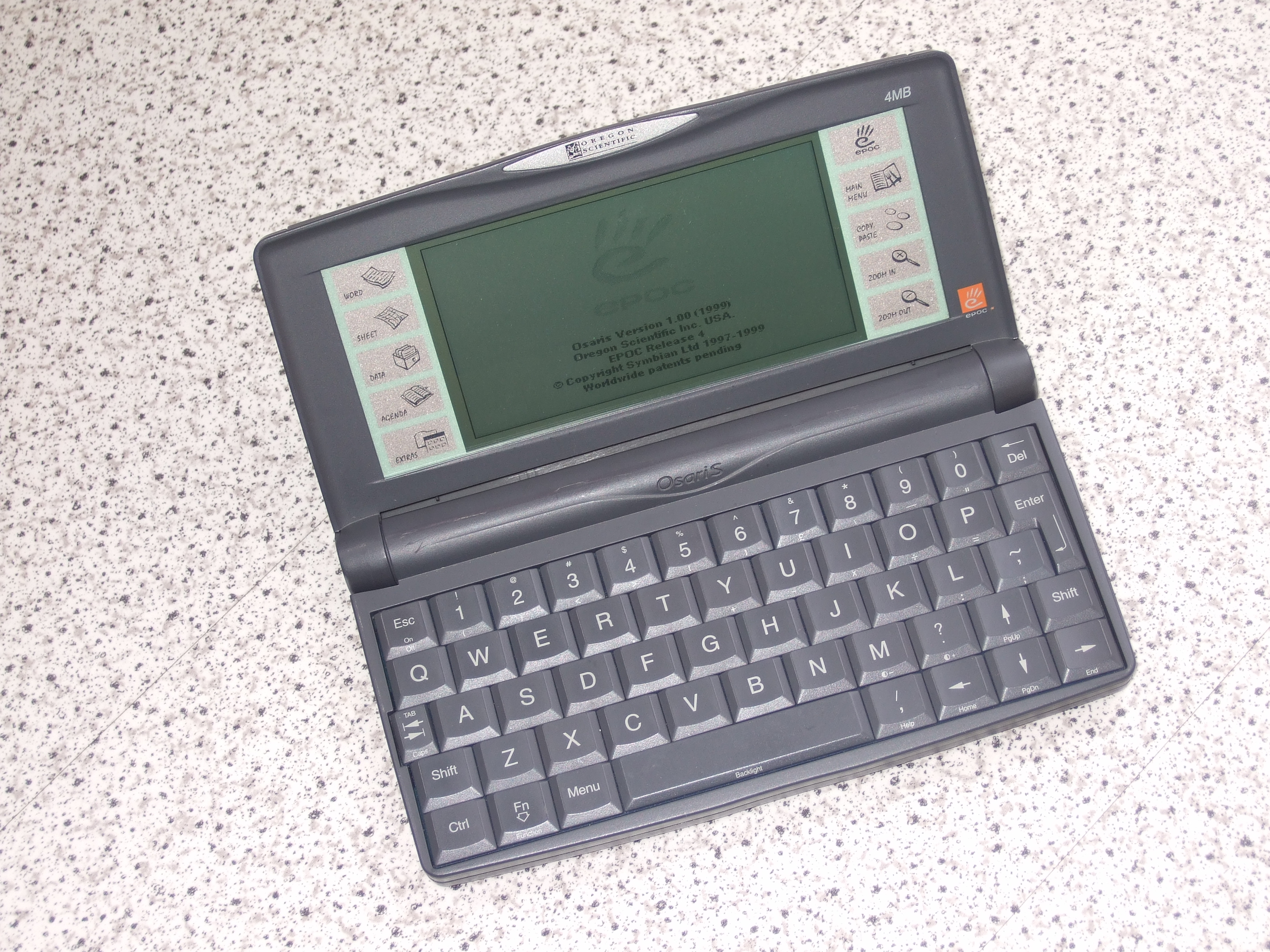
O assistente pessoal digital Osaris.

O Osaris é um assistente pessoal digital (PDA) produzido pela Oregon Scientific que utiliza o sistema operacional EPOC, sendo o único dispositivo a rodar a versão 4 do sistema operacional, foi lançado em 1999 com preços variando entre £219.99 e £279.99.
Contém uma tela LCD monocromática de 16 níveis de cinza com resolução de 320x200 pixels, processador ARM 710 de 18.432 MHz, memória entre 4 e 16 MB de RAM, conexão com cabo RS-232 ou sem fio através de infravermelho IrDA, possui dimensões de  170 × 90 × 20 mm e peso de 250 g, utiliza também duas pilhas AA.